# Camponotus desectus
Camponotus desectus är en myrart som först beskrevs av Smith 1860.  Camponotus desectus ingår i släktet hästmyror, och familjen myror. Inga underarter finns listade.